# Thismiaceae
Thismiaceae é uma família de plantas com flor reconhecida por diversos autores (como J. Hutchinson, Chase et al. 1995, 2000; Angiosperm Phylogeny Group 1998; Caddick et al. 2000; Neyland 2002; Thiele & Jordan 2002, Merckx et al. 2006  and Woodward et al. 2007 ), mas também tem sido incluída na família Burmanniaceae como tribo Thismieae (sistema APG II, Maas-van de Kamer no sistema de Kubitzki  e outros), consistindo de cinco géneros, três (Afrothismia, Haplothismia e Oxygyne) são inteiramente do Velho Mundo, Thismia das áreas tropicais das Américas e da Ásia, assim como três espécies de zonas temperadas do Illinois (Estados Unidos), Japão e Nova Zelândia, zonas temperadas da Austrália e Tiputinia que se encontra na Amazónia

## Géneros
Os géneros desta família são:
- Afrothismia (Engl.) Schltr.
- Haplothismia Airy Shaw
- Oxygyne Schltr.
- Thismia Griff.
- Tiputinia P.E. Berry & C. L. Woodw.